# Tableau des corps religieux aux États-Unis
Le tableau ci-dessous représente les données collectées sur la religion (et sectes) par le bureau de recensement des États-Unis d'Amérique dans les années 1990. Il inclut uniquement les individus qui se sont eux-mêmes rapportés à un corps religieux de plus de 60 000 personnes. La définition de « membre d'une Église » est déterminée par le corps religieux. 86 % des Américains sont membres de ces Églises[réf. nécessaire].
| Corps religieux                                                      | Année de recensement | Nombre d'églises | Adhésion (en milliers) | Nombre de pasteurs |
| -------------------------------------------------------------------- | -------------------- | ---------------- | ---------------------- | ------------------ |
| Alliance chrétienne et missionnaire                                  | 1998                 | 1964             | 346                    | 1629               |
| Archidiocèse orthodoxe antiochien d'Amérique du Nord                 | 1998                 | 220              | 65                     | 263                |
| Archidiocèse orthodoxe grec d'Amérique                               | 1998                 | 523              | 1955                   | 596                |
| Armée du salut                                                       | 1998                 | 1388             | 471                    | 2920               |
| Assemblées de Dieu                                                   | 1998                 | 11937            | 2526                   | 18148              |
| Assemblées pentecôtistes dans le monde                               | 1998                 | 1750             | 1500                   | 4500               |
| Association baptiste coopérative                                     | 2020                 | 1800             | 750                    | 1740               |
| Association baptiste américaine                                      | 1998                 | 1760             | 275                    |                    |
| Association baptiste conservatrice d'Amérique                        | 1998                 | 1200             | 200                    | (ND)               |
| Association des Églises réformées baptistes d'Amérique               | 1997                 | 60               | (NC)                   | (NC)               |
| Association générale des baptistes généraux                          | 1997                 | 790              | 72                     | 1085               |
| Association générale des Églises baptistes régulières                | 1998                 | 1415             | 102                    | (ND)               |
| Association missionnaire baptiste d'Amérique                         | 1999                 | 1334             | 235                    | 1525               |
| Association nationale des Églises chrétiennes congrégationalistes    | 1998                 | 416              | 67                     | 534                |
| Association nationale des baptistes pour le libre-arbitre            | 1998                 | 2297             | 210                    | 2800               |
| Association universaliste unitarienne                                | 1990                 | (ND)             | 502                    | (NA)               |
| Bouddhisme                                                           | 1990                 | (ND)             | 401                    | (ND)               |
| Communauté du Christ                                                 | 1998                 | 1236             | 140                    | 19319              |
| Concile international des Églises communautaires                     | 1998                 | 150              | 250                    | 182                |
| Congrégation chrétienne                                              | 1998                 | 1438             | 117                    | 1436               |
| Converge                                                             | 2020                 | 1312             | 322                    | (ND)               |
| Conférence générale des Églises fraternelles mormones                | 1996                 | 368              | 82                     | 590                |
| Confrérie internationale des Églises et Ministres du Plein Évangile  | 1999                 | 896              | 275                    | 2070               |
| Congrégation évangélique de la Grâce                                 | 1992                 | 128              | 60                     | 160                |
| Convention baptiste du Sud                                           | 2020                 | 47530            | 14525                  |                    |
| Convention baptiste missionnaire nationale des États-Unis d'Amérique | 1992                 | (ND)             | 2500                   | (ND)               |
| Convention baptiste nationale, USA                                   | 2020                 | 21145            | 8400                   | 32832              |
| Convention baptiste nationale progressiste                           | 2020                 | 1362             | 1500                   | (ND)               |
| Convention nationale baptiste d'Amérique                             | 1987                 | 2500             | 3500                   | 8000               |
| Église adventiste du septième jour                                   | 1998                 | 4405             | 840                    | 2454               |
| Églises baptistes américaines USA                                    | 1998                 | 3800             | 1507                   | 4145               |
| Église apostolique arménienne d'Amérique                             | 1998                 | 28               | 200                    | 25                 |
| Église amish du vieil ordre                                          | 1993                 | 898              | 81                     | 3592               |
| Église catholique                                                    | 1998                 | 19584            | 62018                  | 45000              |
| Église chrétienne (Disciples du Christ)                              | 1997                 | 3818             | 879                    | 3419               |
| Église chrétienne réformée en Amérique du Nord                       | 1998                 | 733              | 199                    | 655                |
| Églises chrétiennes et Églises du Christ                             | 1998                 | 5579             | 1072                   | 5525               |
| Église chrétienne unitarienne                                        | 1998                 | 6017             | 1421                   | 4317               |
| Église de Dieu (Anderson)                                            | 1998                 | 2353             | 234                    | 3034               |
| Église de Dieu (Cleveland)                                           | 1995                 | 6060             | 753                    | 3121               |
| Église de Dieu de prophétie                                          | 1997                 | 1908             | 77                     | 2000               |
| Église de Dieu en Christ                                             | 1991                 | 15300            | 5500                   | 28988              |
| Église des Frères                                                    | 1997                 | 1095             | 141                    | 827                |
| Église de Wesley                                                     | 1998                 | 1590             | 120                    | 1806               |
| Églises du Christ                                                    | 1999                 | 15000            | 1500                   | 14500              |
| Église épiscopale                                                    | 1996                 | 7390             | 2365                   | 8131               |
| Église épiscopale méthodiste chrétienne                              | 1983                 | 2340             | 719                    | (ND)               |
| Église épiscopale méthodiste africaine                               | 1999                 | 6200             | 2500                   | (ND)               |
| Église évangélique de l'Alliance                                     | 1998                 | 628              | 97                     | 607                |
| Église évangélique libre d'Amérique                                  | 1995                 | 1224             | 243                    | 1936               |
| Église évangélique presbytérienne                                    | 1998                 | 187              | 61                     | 262                |
| Église fondamentale indépendante d'Amérique                          | 1999                 | 659              | 62                     | (ND)               |
| Église internationale de l'Évangile des Quatre États                 | 1998                 | 1851             | 238                    | 4900               |
| Église de Jésus-Christ des saints des derniers jours                 | 1997                 | 10811            | 4923                   | 32433              |
| Église luthérienne évangélique en Amérique                           | 1998                 | 10862            | 5178                   | 9646               |
| Église luthérienne (synode de Missouri)                              | 1998                 | 6218             | 2594                   | 5227               |
| Église mennonnite                                                    | 1998                 | 926              | 92                     | (ND)               |
| Église méthodiste épiscopale africaine de Sion                       | 1998                 | 3098             | 1252                   | 2571               |
| Église méthodiste libre d'Amérique du Nord                           | 1998                 | 990              | 73                     | (ND)               |
| Église méthodiste unie                                               | 1998                 | 36170            | 8400                   | (ND)               |
| Église du Nazaréen                                                   | 1998                 | 5101             | 627                    | 4598               |
| Église copte orthodoxe                                               | 1992                 | 85               | 180                    | 65                 |
| Église orthodoxe en Amérique                                         | 1998                 | 625              | 1000                   | 700                |
| Église pentecôtiste de Dieu                                          | 1998                 | 1237             | 104                    | (ND)               |
| Église pentecôtiste internationale de la sainteté                    | 1998                 | 1716             | 177                    | 1507               |
| Église presbytérienne en Amérique                                    | 1997                 | 1340             | 280                    | 1642               |
| Église presbytérienne de Cumberland                                  | 1998                 | 774              | 87                     | 634                |
| Église réformée en Amérique                                          | 1998                 | 902              | 296                    | 915                |
| Église serbe-orthodoxe aux États-Unis et au Canada                   | 1986                 | 68               | 67                     | 60                 |
| Épiscopat orthodoxe roumain d'Amérique                               | 1996                 | 37               | 65                     | 37                 |
| Fraternité biblique baptiste internationale                          | 1997                 | 4500             | 1200                   | (ND)               |
| Frères chrétiens (Frères de Plymouth)                                | 1997                 | 1150             | 100                    | (ND)               |
| Islam                                                                | 1990                 | (ND)             | 527                    | (ND)               |
| Judaïsme                                                             | 1998                 | (ND)             | 6041                   | (ND)               |
| Hindouisme                                                           | 1990                 | (ND)             | 227                    | (ND)               |
| Société religieuse des Amis (quakers)                                | 1994                 | 1200             | 104                    | (ND)               |
| Synode évangélique luthérien du Wisconsin                            | 1997                 | 1240             | 411                    | 1222               |
| Témoins de Jéhovah                                                   | 1999                 | 11064            | 1040                   | (ND)               |